# Tillandsia camargoensis
Tillandsia camargoensis är en gräsväxtart som beskrevs av Lieselotte Hromadnik. Tillandsia camargoensis ingår i släktet Tillandsia och familjen Bromeliaceae. Inga underarter finns listade i Catalogue of Life.